# Якщо Господь забажає
«Якщо Господь забажає» (італ. Se Dio Vuole) — італійський комедійно-драматичний фільм, знятий Едоардо Фальконе. Світова прем'єра стрічки відбулась 26 жовтня 2015 року на Токійському міжнародному кінофестивалі, а в Україні — 8 червня в рамках тижня «Нового італійського кіно» Київського кінофестивалю «Молодість». Фільм розповідає про сім'янина Томмазо, син якого повідомляє родині щось несподіване.

## У ролях
- Марко Джалліні — Томмазо
- Лаура Моранте — Карла

## Визнання
| Нагороди та номінації фільму «Якщо Господь забажає» | Нагороди та номінації фільму «Якщо Господь забажає» | Нагороди та номінації фільму «Якщо Господь забажає» | Нагороди та номінації фільму «Якщо Господь забажає» | Нагороди та номінації фільму «Якщо Господь забажає» | Нагороди та номінації фільму «Якщо Господь забажає» |
| Рік                                                 | Кінопремія / Кінофестиваль                          | Категорія / Нагорода                                | Номінант                                            | Результат                                           |                                                     |
| --------------------------------------------------- | --------------------------------------------------- | --------------------------------------------------- | --------------------------------------------------- | --------------------------------------------------- | --------------------------------------------------- |
| 2015                                                | Премія «Давид ді Донателло»                         | Найкращий новий режисер                             | Едоардо Марія Фальконе                              | Перемога                                            |                                                     |
| 2015                                                | Премія «Давид ді Донателло»                         | Найкращий актор                                     | Марко Джалліні                                      | Номінація                                           |                                                     |
| 2015                                                | Італійський національний синдикат кіножурналістів   | Найкращий новий режисер                             | Едоардо Марія Фальконе                              | Перемога                                            |                                                     |
| 2015                                                | Італійський національний синдикат кіножурналістів   | Найкращий продюсер                                  | Маріо Джанані, Лоренцо Мьєлі                        | Номінація                                           |                                                     |
| 2015                                                | Токійський міжнародний кінофестиваль                | Гран-прі «Токійська сакура»                         | «Якщо Господь забажає»                              | Номінація                                           |                                                     |
| 2015                                                | Токійський міжнародний кінофестиваль                | Нагорода глядачів                                   | «Якщо Господь забажає»                              | Перемога                                            |                                                     |